# Карпицький Микола Миколайович
Микола Миколайович Карпицький, рос. Карпицкий Николай Николаевич (1968, Томськ) — російський філософ, релігієзнавець, правозахисник. Доктор философських наук (2004). З 1998 викладає філософію в Сибірському державному медичному університеті. У 2013-2014 рр. — професор Югорського державного університету. Читав лекції у Міжнародній літній релігієзнавчій школі при Центрі релігієзнавчих досліджень та міжнародних духовних стосунків (Україна).

## Освіта, робота
- Філософський факультет Томського державного університету (ТГУ), 1985—1990.

## Висловлювання
- "В какие-то периоды, народ рождает в себе гражданскую нацию, которая берет ответственность за будущее своей страны. Новая украинская гражданская нация родилась на Майдане и сейчас переживает тяжелый и болезненный период роста. Агрессия кремлевского руководства против Украины только ускоряет рост нации. Новая российская нация родится из сопротивления агрессии против Украины, либо же она не родится никогда, и тогда у России не будет будущего. Сейчас каждый россиянин, хочет он того или нет, оказывается перед нравственным выбором: либо трусливо поддерживать войну против Украины, либо осознать свою историческую ответственность и стать свободным гражданином".

## Публікації
- Карпицкий Николай Николаевич. [Архівовано 10 лютого 2018 у Wayback Machine.] Файлы и публикации
- Донбасс - Гонения на христиан [Архівовано 9 лютого 2018 у Wayback Machine.] // Проза.ру. Copyright: Николай Карпицкий, 2015
- Трансцендентальное предчувствие как феномен человеческой субъективности [Архівовано 9 лютого 2018 у Wayback Machine.] (диссертация) // hpsy.ru
- academia.edu: Деятельность пятидесятников Славянска в военное время 2014-2015 гг. [Архівовано 5 квітня 2022 у Wayback Machine.] // Емінак. 2016. № 2 (14). Том 1. С. 85-92. / Миколаїв, Інститут історії, політології та права МНУ імені В. Сухомлинського, Науково-дослідний центр «Лукомор’є»
- static1: Persecution of Christians in the Donbas (Eastern Ukraine, 2014) [Архівовано 20 лютого 2022 у Wayback Machine.] (pdf) // Преследование христиан на Донбассе (Восточная Украина, 2014) / на англ. яз. – Киев: Mission Eurasia, 2015. – 20 с. / Рецензенты / Доктор философских наук Л.А. Филипович / Доктор философских наук М.Н. Черенков
- academia.edu: The Threat of Freedom and Threats to Freedom (pdf) // Persecution of Christians in the Donbas (Eastern Ukraine, 2014). – Kyiv: Mission Eurasia, 2015. P.3-5. Mykhailo Cherenkov / Преследование христиан на Донбассе (Восточная Украина, 2014) / на англ. яз. – Киев: Mission Eurasia, 2015. – 20 с.